# Шицкая, Наталья Александровна
Наталья Александровна Шицкая (в замужестве — Чинякина; род. 6 сентября 1985, Прокопьевск, Кемеровская область) — российская детская писательница. Лауреат Международной литературной детской премии им. В. П. Крапивина (2019).

## Биография
Наталья Шицкая родилась 6 сентября 1985 года в городе Прокопьевске Кемеровской области. Писать начала в раннем детстве; ещё школьницей пыталась писать стихи, рассказы и даже детективный роман. Её первые работы были опубликованы в те годы в местных газетах «Шахтёрская правда» и «Сельская новь».
В 2002 году стала студенткой литературного факультета Кузбасской педагогической академии в Новокузнецке; темой дипломной работы стало преподавание журналистики в профильных классах. В последний студенческий год посещала школу телемастерства, позднее прошла стажировку на телевидении и по окончании вуза начала работу корреспондентом криминальной рубрики на «Новокузнецком независимом телевидении». Затем вела новостную программу, программу о происшествиях, утреннее шоу.
В 2014 году Наталья решила принять участие в конкурсе издательства «РОСМЭН», однако её стихи не удовлетворили конкурсным требованиям. После обращения к прозе в 2016 году её рукопись «Приключения домового Терентия» заняла первое место на Всероссийском конкурсе литературных произведений им. П. А. Потемкина, проводимом Крымским издательским домом.
Лауреат XIII Международной детской литературной премии имени Владислава Крапивина («Собачелла», 2019), полуфиналист VIII литературного конкурса «Новая детская книга» (2017), победитель Международного литературного конкурса «Лохматый друг» («Как исполняются желания», 2016, Москва), серебряный призёр VI конкурса «Хрустальный родник» (2016, Орёл), финалист конкурса короткого произведения издательства «Настя и Никита» (Сын тайги, 2016, Москва), лауреат IV Международного конкурса на лучшее произведение для детей «Корнейчуковская премия» (шорт-лист, 2016, Одесса), финалист Международного литературного «Гайдаровского конкурса» («Сын тайги», 2016, Москва), лауреат VII литературного конкурса «Новая детская книга» (шорт-лист, «Сын тайги», 2016), дипломант Кузбасского конкурса стихов и прозы «Новая книга» (поощрительный диплом, 2015).
В 2021 году - финалист премии им В.П Крапивина (специальный приз Свердловской областной специальной библиотеки для слепых).